# غرايم إينز
غرايم إينز (بالإنجليزية: Graeme Innes)‏ هو محامي وناشط حقوق الإنسان أسترالي، ولد في 9 أغسطس 1955.